# Férolles-Attilly
Férolles-Attilly ist eine französische Gemeinde mit 1.251 Einwohnern (Stand 1. Januar 2022) im Département Seine-et-Marne in der Region Île-de-France. Sie gehört zum Arrondissement Torcy und zum Kanton Ozoir-la-Ferrière. Die Einwohner nennen sich Férollais.

## Lage
Férolles-Attilly liegt 26 Kilometer südöstlich von Paris am Fluss Réveillon. Nachbargemeinden sind unter anderem Chevry-Cossigny, Lésigny und Servon.

## Geschichte
Férolles wird im 12. Jahrhundert erstmals urkundlich überliefert.
Das Dorf Attilly wurde 1808 der Gemeinde Férolles zugeschlagen.      

## Bevölkerungsentwicklung
| Jahr      | 1962 | 1968 | 1975 | 1982 | 1990 | 1999 | 2007 |
| Einwohner | 269  | 339  | 945  | 933  | 1022 | 1032 | 1103 |

## Sehenswürdigkeiten
Siehe auch: Liste der Monuments historiques in Férolles-Attilly
- Kirche Saint-Germain, erbaut nach dem 13. Jahrhundert
- Château de la Barre, Schloss aus dem 19. Jahrhundert

## Persönlichkeiten
- Paul Mercey (1923–1988), französischer Schauspieler
- Lucette Sahuquet (1927–1987), französische Schauspielerin
- Joseph-Antoine Le Febvre de La Barre, Gouverneur von Nouvelle-France
- François-Jean Lefebvre de La Barre (1745–1766), französischer Adeliger, geboren im Château de la Barre